# 國際音標
國際音標是一种以拉丁字母為基礎的標音系統，19世纪末由國際語音學學會設計。
國際音標的使用者主要包括語言學研究者、人工語言創造者、外国语的学生和教師、翻译者、词典编纂者、歌手等等。
國際音標可以用来表示口語中詞彙（也包括有限的韵律）的发音的一部分话语特性：音位、語調、声调和音節的分隔。若要表示更多的特性，諸如咬牙、咬舌和由唇腭裂患者所發出的聲音，則有另一套國際音標擴展系統（extIPA）可以補充。
國際音標中的字符主要可以分為兩類：字母和變音符號。例如，英語字母⟨t⟩在不同詞組中，其發音在國際音標中可能轉寫為單一字母[t]，或是一個字母加上變音符號[t̺ʰ]。通常，以兩斜線夾注的音標為寬式標音，標記時較為模糊；相對地，以兩方括號夾注的音標為嚴式標音，標音則較為明確。如/t/在不同情形下，可能指的是[t̺ʰ]或[t]，其準確的發音取決於上下文和語言環境。
有時國際語音學學會會增加、修改或刪除音標。國際音標最近一次的更改在2005年，共有107個單獨字母、52個變音符號和4個超音段成分符號。
读者可參見國際音標表（有声国际音标肺部气流音表、元音表）或國際語音學學會出版的資料。

## 歷史背景
1886年，以法國語言學家保羅·帕西為首的一群英國和法國語言教師，組成了一個學會，旨在創造一套轉寫和記錄人類語言的音標系統，這個學會正是1897年後被稱之為國際語音學學會（法語：l'Association phonétique internationale）的前身:194-196。他們最先參考了英語拼寫改革使用的羅馬字母，設計了一套最初的音標表；但為了讓它們可以在其他語言中使用，其符號容許在不同的語言中有不同的音值。例如，清腭齦擦音原本在英語中是以字母⟨c⟩來表示，而在法語中則是以字母⟨⟩來表示。:194-196但到了1888年，規則便修訂成「不論使用於何種語言，都一律使用相同的符號型式」，而這也成了日後所有修訂的基礎:194-196。創造國際音標的想法首先由丹麥語言學家奧托·葉斯柏森在寫給保羅·帕西的信中提出，隨後由亞歷山大·約翰·艾利斯、亨利·斯維特、丹尼爾·瓊斯和保羅·帕西研發。
自創建以來，國際音標經歷過數次修訂。在1890年代至1940年代符號表的快速擴展之後，國際音標大致上維持不變，直至1989年的基爾大会。1993年又進行了一次小修改，增加了四個央元音音标，並刪除了清內爆音的音標。最近一次音标表修訂於2005年5月，增加了唇齒閃音的音標。除了添加和刪除符號之外，對國際音標的更改主要還包括重命名符號、類別，以及修改國際音標的字體。
國際音標擴展於1990年創建，主要使用於言語治療，並在1994年得到國際臨床語音學及語言學協會的正式採用:186。

## 描述
國際音標的原則為「每一個可分辨的音段(segment)使用一個符號來表示」；但若其本身就是複合發音，則不限於該原則。這表示：
- 國際音標通常不使用字母組合來表示單個聲音，如英語的⟨sh⟩、⟨th⟩和⟨ng⟩；也不使用單一字母來表示多個發音，如英語的⟨x⟩事實上表示的是/ks/或/ɡz/。
- 任何字母的基本音值和上下文、所在環境無關。
- 如果沒有已知的語言對兩個相近的發音進行區分，國際音標通常不會為他們創造兩個單獨的音標。這個屬性稱為「選擇性」（selectiveness）[3][c]。

國際音標中，有107個字母用於表示輔音和元音、31個變音符號用於修飾輔音和元音，以及19個用於表示超音段成分（包括音長、聲調、重音、語調等）的特殊符號。這些符號可以被整理為一個表格；本條目的表格和官方網站 （页面存档备份，存于）上提供的表格大致相同。

### 字母形式
國際音標使用的字母都和拉丁字母相互協調。出於這個原因，大多數字母是拉丁字母或希臘字母，或是此二者的修改字母。一些字母的靈感來自其他書寫系統，如濁咽擦音的音標，⟨ʕ⟩，源於阿拉伯字母中代表相同音值的（ʿayn）。雖然國際音標傾向於使用拉丁字母，但協會偶爾也會接受其他字母。 例如1989年之前，搭嘴音音標包括⟨ʘ⟩、⟨ʇ⟩、⟨ʗ⟩和⟨ʖ⟩，這些字母既非拉丁字母或希臘字母，也不是從其他現存的音標衍生而來的。然而，除了⟨ʘ⟩以外，其他字母都沒有被廣泛使用於研究科依桑語系或班圖語支的語言學家之間，因此其他音標在1989年分別被更為常用的⟨ǀ⟩、⟨ǃ⟩、⟨ǂ⟩和⟨ǁ⟩所取代。
尽管國際音標的变音符号具有特徵文字的特性，但其字母形式几乎不成系统。也有少數例外，如捲舌音，其音標下方都有一個拉長、向右勾的尾巴，如⟨ɳ ʈ ɖ ʂ ʐ ɻ ɽ ɭ ꞎ⟩；而內爆音的音標則有向上的彎鉤，如⟨ɓ ɗ ɗ̢ ʄ ɠ ʛ⟩。其他音標的相似性可能只是偶然的巧合。例如，除了小舌鼻音⟨ɴ⟩以外的鼻音－包括⟨m ɱ n ɳ ɲ ŋ⟩－都源自於⟨n⟩；⟨m⟩和⟨n⟩的相似是文字演化的結果，和發音無關，⟨ɲ⟩和⟨ŋ⟩分別為gn和ng的連字，而⟨ɱ⟩則是仿製⟨ŋ⟩所造的字母。
一些新的字母是普通的拉丁字母旋轉180度，如ɐ ɔ ə ɟ ɥ ɯ ɹ ʇ ʌ ʍ ʎ（分別由a c e f h m r t v w y變化而來）。這在使用铅字排版的年代非常容易實現，其优点是不需要為國際音標符號专门铸造铅字。

### 排版和象似性
國際音標以拉丁字母為基礎，並盡可能地減少使用非拉丁字母:194-196。協會希望國際音標中大多數拉丁字母的輔音音值可以對應到「國際用法」:194-196。因此，國際音標輔音字母⟨b⟩、⟨d⟩、⟨f⟩、⟨ɡ⟩、⟨h⟩、⟨k⟩、⟨l⟩、⟨m⟩、⟨n⟩、⟨p⟩、⟨s⟩、⟨t⟩、⟨v⟩、⟨w⟩、⟨z⟩和英语中對應字母的音值相同；元音字母（⟨a⟩、⟨e⟩、⟨i⟩、⟨o⟩、⟨u⟩）和拉丁语中對應字母的音值相同。其他字母的音值可能和英語、拉丁語不同，但仍可對應到其他歐洲語言字母的音值，如 ⟨j⟩、⟨r⟩、⟨y⟩等等。
這套系統可透過草寫字母、翻轉字母、大寫字母小型化、加上變音符號等方式使符號與可表示的音值增加。還有一些符號源自希臘字母，如⟨ʋ⟩，但它在希臘語裡是元音，在國際音標中則是輔音。對於這類型的字母，即⟨ɑ⟩、⟨ꞵ⟩、⟨ɣ⟩、⟨ɛ⟩、⟨ɸ⟩、⟨ꭓ⟩和⟨ʋ⟩，國際音標都已經為其設計了較能和其他拉丁字母匹配的字形，且在Unicode中有獨立的碼位；唯一的例外是直接使用希臘字母的⟨θ⟩。此外，希臘字母⟨β⟩和⟨χ⟩也常常直接用來代替音標⟨ꞵ⟩和⟨ꭓ⟩。
對於透過修改拉丁字母創造的新字母，其音值通常和原始字母的音值有關係。例如，底部帶有向右勾的字母表示捲舌音；小型大寫字母則通常代表小舌音；而其發音的位置則對應到原始字母的調音器官。但除此之外，國際音標並沒有辦法直接從符號的形狀推測出其音值，符號的形狀和其發音也沒有任何關係。
除了字母本身之外，國際音標還有各種輔助符號可協助記音。變音符號可以與國際音標字母組合，以記錄修改過的音值或次要發音。對於超音段特徵，例如經常使用的輕重音和聲調，也有相對應的特殊符號。

### 記音類型
國際音標主要使用兩種括號進行記音：
- [ 方括號 ]，即嚴式標音（narrow transcription），用於標記語音。通常包括較多的語音細節，即使那些細節在該語言中並不被用於區分語義。
- / 斜線 /，即寬式標音（broad transcription），用於標記音位。通常僅記錄能區分語義的語音特徵，而忽略無關的細節。

儘管IPA现在有超過160個符號，轉寫任何一種語言通常只會用到其中的一小部分。

#### 举例

英語單字「international」在不同英語方言中的記音

1. 英語「little」的寬式音標可轉寫為/ˈlɪtəl/，雖然不甚精確，但也或多或少地描述了該詞的主要發音。嚴式標音則會將語音重點聚焦於方言特徵或個人發音；如通用美式英語的[ˈɫɪɾɫ]、考克尼方言的[ˈlɪʔo]，或美國南方英語的[ˈɫɪːɫ]。
2. 在英語單詞pin和spin中，兩者的/p/發音略有不同（前者送氣而後者不送氣，這在漢語和一些語言會影響單詞的意義），但在英語中此差異並不影響語義。因此，音位上來說可以將它們記錄為/pɪn/和/spɪn/，包括了相同的音位/p/。然而，為了記錄它們之間的差異（/p/的同位異音），它們在語音上可以記錄為[pʰɪn]和[spɪn]。

#### 字母
在記錄音素時，語言學家習慣上使用更簡單的字母，而不用過多的變音符號。國際音標字母的選擇可能反映了作者的理論主張，也可能僅是為了排版上的便利。例如，在英語中，pick 或peak 的元音可以記為/i/（即寫作/pik, piːk/或/pɪk, pik/），而此二者都和法語單詞  的元音 i 不同，儘管後者也寫作/i/。也就是說，以斜線夾註的宽式標音，其音標並沒有絕對的音值；但以方括號夾註的嚴式標音則會對其區分：[pʰɪk]、[pʰiːk]、[pikʲ]。

#### 较少见的撰写
- 雙斜線 //...//、豎線 |...|、雙豎線 ||...||，以及花括號 {...} 可以用在一個單詞周圍，以表示比音位更抽象的底層結構。相關例子可參見詞法音位學。
- 雙方括號 ⟦...⟧ 用於超精確記音。括號中字母的音值皆是國際音標中定義的基本音值。例如，⟦a⟧ 指開前元音，而不是其他接近、也能以[a]記錄但稍有不同的音值（如開央元音）。因此，常用且易讀的兩個元音⟨[e]⟩和⟨[ɛ]⟩實際上可以精確地寫作⟦e̝⟧和⟦e⟧；⟨[ð]⟩也可以更精確地描述為⟦ð̠̞ˠ⟧[16]。
- 尖括號用於表示括號中的字母代表該語言的原始拼寫（或是非拉丁字母文字的準確轉譯），而不見得是國際音標，如⟨pin⟩和⟨spin⟩，兩者都不完全代表實際音值。作為這種用途時，以斜體書寫可能是更常見的表達方式，但若僅有一兩個字母標為斜體，可能會造成讀者難以辨識[i]。
- {花括號} 用於記錄韵律。相關例子可參見國際音標擴展系統。
- (圓括號) 用於無法正確區別發音的語句。另一種用法是標示無聲發音（silent articulation），記錄者使用唇讀記錄下發音者原應發出的聲音。
- 雙圓括號用於模糊或難以理解的聲音，如 ((2 syll.)) 或 ⸨2 syll.⸩，即兩個聽得見、但無法辨認的音節。

### 手寫體
為了方便在進行语言学田野調查等情況中能快速紀錄，國際音標提供了一系列的手寫字母。

### g的写法

字母「g」的兩種印刷體

早期的表格中，字母「g」的兩種印刷體－開尾的()和環尾的()－分別表示不同音值，但現在它們代表的發音是相同的。開尾的()一直以來都表示濁軟腭塞音，而環尾的⟨⟩在1895年至1900年間曾代表濁軟腭擦音。1900年後，濁軟腭擦音改用加了一橫線的開尾⟨ǥ⟩表示，直到1931年被⟨ɣ⟩取代。
1948年，國際語音學學會認定⟨ɡ⟩和⟨⟩相等，此決定在1993年又被再次重申。雖然1949年出版的《國際語音學學會原則》（Principles of the International Phonetic Association）推薦使用⟨⟩作為軟腭塞音的音標，但在這兩個字母有所區別時（例如使用西里爾字母的俄語環境）則應優先使用⟨ɡ⟩。然而，這種做法從未真正實施過。1999年出版的《國際語音學學會手冊》（Handbook of the International Phonetic Association）取代了《原則》，其中明確地廢棄了這項建議，並承認這兩種印刷體都是可接受的變體。

## 修改國際音標表

教科書或其他出版物的作者經常修改國際音標表，以表達他們自己的偏好或需求。圖片中的版本是2005年版和修改版，只有黑色字母才是國際音標的一部分；灰色字母則為非官方的擴充字母，其中一些也出現於國際音標擴展

國際語音學學會偶爾會修改國際音標。每次修改後，協會都會以圖表的形式釋出新的字母表（參見國際音標歷史）。並非所有國際音標字母都會被放入字母表中，如齦腭音、會厭音和邊閃音由於排版因素（而非出於理論需要），而被放置在字母表下方「其他符號」的位置。另外，由於國際音標用於標示聲調的五度標記法可以系統地製造出大量的聲調符號，因此也僅列出了數個符號作為示例。
若要修改音標或字母表，可在《國際語音學學會期刊》中提出申請。如2008年8月和2011年8月分別有針對開央不圓唇元音和中央近音的提案。協會對該提案的回應可以在同期或後續的期刊中找到（如上述關於開央元音的提案於2009年8月得到回覆）。之後，正式的提案將提交給由學會成員選出的評議會，以進行進一步討論和正式投票。
字母或圖表的更改只有在經過評議會批准後，才能被視為正式國際音標的一部分。儘管如此，許多國際音標的使用者在使用國際音標時，都會配合自己的需求對其進行修改。

## 使用

### 語言學
雖然國際音標在語言學界被廣泛使用，但美國的語言學家常常將國際音標和美式標音系統混用，或者加入其他非標準的國際音標符號，其原因可能包括降低閱讀手寫音標的錯誤率、使用某些音標容易造成誤會等等。由於不同語言或不同研究者的習慣會導致使用的音標有所不同，因此作者通常會給出他們所選用的音標系統以減少歧義。

### 語言學習
一些語言學習課程使用國際音標來教授學生如何發音。例如，在俄羅斯（以及早期的蘇聯）和中國大陸，兒童和成人的英語、法語教科書一直使用著國際音標（然而中国学生所学习的很有可能是丹尼尔·琼斯版的英语音标）。臺灣的英語教科書、字典和教師則傾向使用KK音標，這是一套基於國際音標而稍被修改的標音系統，首次使用於1944年出版的《美式英語發音辭典》（A Pronouncing Dictionary of American English）。

### 字典

#### 英語
許多英國的英語字典，包括《牛津英語詞典》，以及《牛津高階英語辭典》、《劍橋高階英語辭典》等學習者字典，都使用國際音標為單詞標音。然而，為了讓英語讀者更容易適應，大部分美國字典（和部分英國字典）傾向使用發音重拼法作為標音系統。例如，許多美國字典（如《韋伯字典》）使用⟨y⟩表示IPA的[j]、使用⟨sh⟩表示IPA的[ʃ]，這樣的表示法較為接近英語的拼字習慣。但在國際音標中，[y]相當於注音符號的「ㄩ」；[sh]中的s和h則是獨立發音的兩個字母，如英語grasshopper。

#### 德语
在德语中通常使用一种“修改版”的国际音标。以《朗式德汉双解大词典》（ Großwörterbuch Langenscheidt als Fremdsprache Deutsch - Chinesisch ）为例，这种音标不使用//，只使用[]；用宽式音标；不标注送气、无声除阻等语音现象，但标注不成音节（符号：◌̯）的元音。

#### 其他語言
除了英語之外，在漢語或其他語言的词典中，國際音標的使用都不甚普遍。
對於具有音位正寫法的語言來說，該語言的單語詞典通常不需要特別標出大多數單詞的發音，在需要特別標音時也傾向使用發音重拼法，如英语发音重拼法或其他表音方法。
例如，以色列發行的詞典很少使用國際音標，有時使用希伯來語字母來翻譯外來詞；從其他語言譯成俄語的雙語辭典通常使用國際音標，一些單語辭典則使用發音重拼；像《謝爾蓋·奥若戈夫》词典中源自法語的外來語（「夾鼻眼鏡」）被另外標記，以表示字尾的е不會因前面的н而被iota化。國際音標在雙語詞典中更為常見，但也有例外。例如，大多數雙語捷克詞典傾向於僅將國際音標用於捷克語中沒有的發音。

### 標準正寫法和大小寫變體
國際音標字母已經被許多語言的字母表所吸收，特別是撒哈拉以南非洲的語言，如豪萨语、富拉語、阿坎语、林格拉語、曼丁諸語言和格貝諸語言等。作為書寫系統的一部分，這些字母自然地演化出大寫，如通行於多哥北部的卡比耶語擁有⟨Ɔ ɔ⟩、⟨Ɛ ɛ⟩、⟨Ɖ ɖ⟩、⟨Ŋ ŋ⟩、⟨Ɣ ɣ⟩、⟨Ʃ ʃ⟩、⟨Ʊ ʊ⟩等字母。即便如此，國際音標本身仍只使用小寫字母。1949年的《原則》有提及「詞彙前可加上⟨*⟩以表明該詞為專有名詞」，但這項規定並未出現在1999年的《手冊》中。

### 古典歌唱
古典歌手時常在練習時使用國際音標。由於古典歌手經常演唱不同語言的曲目，為了增進發音精準度以及全面提升音質及音準，國際音標是除了專業語言教練以外的另一個替代方案。IPA經常轉寫歌劇劇本，例如尼可·卡斯特的錄音帶和提摩西·切克的《捷克語演唱》（Singing in Czech）。而歌劇歌手對國際音標的能力也曾獲得網站「Visual Thesaurus」的重視，該網站曾聘請數位歌劇演唱者錄製了詞彙數據庫中150,000個單詞和短語。

## 符號
國際語音学協會將國際音標的字母分為三類：肺部氣流音、非肺部氣流音和元音。

### 辅音
肺部氣流音以表格的形式呈現。由左至右的各直排依序為口腔外側（雙唇）至口腔內部（聲門）的各个調音器官。橫排則代表不同的调音方法。
兩兩成對出現的音標分別為濁音和清音（不送氣）。在國際語音學學會的官方出版物中，省略了兩直排以節省空間，其中的字符被移至「其他符號」中，剩下的字母依嘴巴閉合的程度分成完全閉合（阻塞音，包括鼻音和塞音）、短暫閉合（震動音，包括顫音和閃音）、部分閉合（擦音）和最小程度閉合（近音）下方的表格則略有更動：所有的肺部氣流音都被納入表格中，且部分震動音和邊音被拆分開，並同樣依擦音、近音、閃音的順序排列。

### 元音
兩兩成對的元音分別為不圓唇元音和圆唇元音，並依高度和舌位排序，詳細內容見於下文。元音圖中沒有省略任何元音字母，但過去一些中央元音被列在「其他符號」中。

### 國際音標号码
為了避免形近的音標相互混淆（如 ɵ和θ、ɤ和ɣ、ʃ和ʄ等），每個符號都擁有專屬的國際音標号码（IPA number）。号码通常為三位數，不同類別的編號使用的編碼範圍也不相同，如304代表開前不圓唇元音、415代表中央化符號。此二者可以組成開央不圓唇元音[ä]。

### 輔音

#### 肺部氣流音
肺部氣流音是通過阻塞聲門或口腔、並同時或隨後從肺部排出空氣而形成的輔音。在國際音標中，超過一半的輔音屬於肺部氣流音。英語和現代標準漢語中所有輔音都屬於這一類。
在肺部氣流音表中，每列代表不同的調音方法（輔音以何種方式產生），每欄則代表不同的調音部位（輔音在口腔中哪個部分產生）。主圖僅包括具有單一發音位置的輔音。
| \| 调音部位 → \| 唇 \| 唇 \| 唇 \| 唇 \| 唇 \| 唇 \| 舌冠 \| 舌冠 \| 舌冠 \| 舌冠 \| 舌冠 \| 舌冠 \| 舌冠 \| 舌冠 \| 舌冠 \| 舌背 \| 舌背 \| 舌背 \| 舌背 \| 舌背 \| 舌背 \| 舌背 \| 咽喉 \| 咽喉 \| 咽喉 \| 咽喉 \| 咽喉 \| 咽喉 \| \| 调音方法 ↓ \| 雙唇 \| 雙唇 \| 唇齒 \| 唇齒 \| 舌唇 \| 舌唇 \| 齒 \| 齒 \| 齦 \| 齦 \| 齦後 \| 齦後 \| 卷舌 \| 卷舌 \| 齦- \| 齦- \| 硬 \| 硬 \| 軟 \| 軟 \| 小舌 \| 小舌 \| 咽 \| 咽 \| 會⁠厭 \| 會⁠厭 \| 聲門 \| 聲門 \| \| ---------- \| ---- \| ---- \| ---- \| ---- \| ---- \| ---- \| ---- \| ---- \| ---- \| ---- \| ---- \| ---- \| ---- \| ---- \| ---- \| ---- \| ---- \| ---- \| ---- \| ---- \| ---- \| ---- \| ---- \| ---- \| ---- \| ---- \| ---- \| ---- \| \| 鼻音 \| m̥ \| m \| \| ɱ \| \| n̼ \| \| \| n̥ \| n \| \| \| ɳ̊ \| ɳ \| \| \| ɲ̊ \| ɲ \| ŋ̊ \| ŋ \| \| ɴ \| \| \| \| \| \| \| \| 塞音 \| p \| b \| p̪ \| b̪ \| t̼ \| d̼ \| \| \| t \| d \| \| \| ʈ \| ɖ \| \| \| c \| ɟ \| k \| ɡ \| q \| ɢ \| \| \| ʡ \| \| ʔ \| \| \| 有噝擦音 \| \| \| \| \| \| \| \| \| s \| z \| ʃ \| ʒ \| ʂ \| ʐ \| ɕ \| ʑ \| \| \| \| \| \| \| \| \| \| \| \| \| \| 無噝擦音 \| ɸ \| β \| f \| v \| θ̼ \| ð̼ \| θ \| ð \| θ̠ \| ð̠ \| ɹ̠̊˔ \| ɹ̠˔ \| \| ɻ˔ \| \| \| ç \| ʝ \| x \| ɣ \| χ \| ʁ \| ħ \| ʕ \| ʜ \| ʢ \| h \| ɦ \| \| 近音 \| \| \| ʋ̥ \| ʋ \| \| \| \| \| ɹ̥ \| ɹ \| \| \| ɻ̊ \| ɻ \| \| \| j̊ \| j \| ɰ̊ \| ɰ \| \| \| \| \| \| \| \| ʔ̞ \| \| 闪音 \| \| ⱱ̟ \| \| ⱱ \| \| ɾ̼ \| \| \| ɾ̥ \| ɾ \| \| \| ɽ̊ \| ɽ \| \| \| \| \| \| \| \| ɢ̆ \| \| \| \| ʡ̆ \| \| \| \| 顫音 \| ʙ̥ \| ʙ \| \| \| \| \| \| \| r̥ \| r \| \| \| ɽ̊r̥ \| ɽr \| \| \| \| \| \| \| ʀ̥ \| ʀ \| \| \| \| \| \| \| \| 邊擦音 \| \| \| \| \| \| \| \| \| ɬ \| ɮ \| \| \| ɭ̊˔ \| ɭ˔ \| \| \| ʎ̝̊ \| ʎ̝ \| ʟ̝̊ \| ʟ̝ \| \| \| \| \| \| \| \| \| \| 邊近音 \| \| \| \| \| \| \| \| \| l̥ \| l \| \| \| ɭ̊ \| ɭ \| \| \| ʎ̥ \| ʎ \| ʟ̥ \| ʟ \| \| ʟ̠ \| \| \| \| \| \| \| \| 邊闪音 \| \| \| \| \| \| \| \| \| \| ɺ \| \| \| \| ɭ̆ \| \| \| \| ʎ̆ \| \| ʟ̆ \| \| \| \| \| \| \| \| \| |      |      |      |      |      |      |      |      |      |      |      |      |      |      |      |      |      |      |      |      |      |      |      |      |      |      |      |      |
| 國際音標 国际音标表 模板 |      |      |      |      |      |      |      |      |      |      |      |      |      |      |      |      |      |      |      |      |      |      |      |      |      |      |      |      |
| 调音部位 → | 唇   | 唇   | 唇   | 唇   | 唇   | 唇   | 舌冠 | 舌冠 | 舌冠 | 舌冠 | 舌冠 | 舌冠 | 舌冠 | 舌冠 | 舌冠 | 舌背 | 舌背 | 舌背 | 舌背 | 舌背 | 舌背 | 舌背 | 咽喉 | 咽喉 | 咽喉 | 咽喉 | 咽喉 | 咽喉 |
| 调音方法 ↓ | 雙唇 | 雙唇 | 唇齒 | 唇齒 | 舌唇 | 舌唇 | 齒   | 齒   | 齦   | 齦   | 齦後 | 齦後 | 卷舌 | 卷舌 | 齦-  | 齦-  | 硬   | 硬   | 軟   | 軟   | 小舌 | 小舌 | 咽   | 咽   | 會⁠厭 | 會⁠厭 | 聲門 | 聲門 |
| 鼻音 | m̥    | m    |      | ɱ    |      | n̼    |      |      | n̥    | n    |      |      | ɳ̊    | ɳ    |      |      | ɲ̊    | ɲ    | ŋ̊    | ŋ    |      | ɴ    |      |      |      |      |      |      |
| 塞音 | p    | b    | p̪    | b̪    | t̼    | d̼    |      |      | t    | d    |      |      | ʈ    | ɖ    |      |      | c    | ɟ    | k    | ɡ    | q    | ɢ    |      |      | ʡ    |      | ʔ    |      |
| 有噝擦音 |      |      |      |      |      |      |      |      | s    | z    | ʃ    | ʒ    | ʂ    | ʐ    | ɕ    | ʑ    |      |      |      |      |      |      |      |      |      |      |      |      |
| 無噝擦音 | ɸ    | β    | f    | v    | θ̼    | ð̼    | θ    | ð    | θ̠    | ð̠    | ɹ̠̊˔   | ɹ̠˔   |      | ɻ˔   |      |      | ç    | ʝ    | x    | ɣ    | χ    | ʁ    | ħ    | ʕ    | ʜ    | ʢ    | h    | ɦ    |
| 近音 |      |      | ʋ̥    | ʋ    |      |      |      |      | ɹ̥    | ɹ    |      |      | ɻ̊    | ɻ    |      |      | j̊    | j    | ɰ̊    | ɰ    |      |      |      |      |      |      |      | ʔ̞    |
| 闪音 |      | ⱱ̟    |      | ⱱ    |      | ɾ̼    |      |      | ɾ̥    | ɾ    |      |      | ɽ̊    | ɽ    |      |      |      |      |      |      |      | ɢ̆    |      |      |      | ʡ̆    |      |      |
| 顫音 | ʙ̥    | ʙ    |      |      |      |      |      |      | r̥    | r    |      |      | ɽ̊r̥   | ɽr   |      |      |      |      |      |      | ʀ̥    | ʀ    |      |      |      |      |      |      |
| 邊擦音 |      |      |      |      |      |      |      |      | ɬ    | ɮ    |      |      | ɭ̊˔   | ɭ˔   |      |      | ʎ̝̊    | ʎ̝    | ʟ̝̊    | ʟ̝    |      |      |      |      |      |      |      |      |
| 邊近音 |      |      |      |      |      |      |      |      | l̥    | l    |      |      | ɭ̊    | ɭ    |      |      | ʎ̥    | ʎ    | ʟ̥    | ʟ    |      | ʟ̠    |      |      |      |      |      |      |
| 邊闪音 |      |      |      |      |      |      |      |      |      | ɺ    |      |      |      | ɭ̆    |      |      |      | ʎ̆    |      | ʟ̆    |      |      |      |      |      |      |      |      |

註釋
- 當字母在橫行中兩兩成對出現時，左側的字母為清音，右側的字母則為濁音。唯[ʔ]無法被濁化，而[ʡ]的清浊定義不明確[48]。其他清浊不成对出現的字母默认皆為濁音。
- 雖然以舌冠為調音部位的輔音，除了擦音以外皆只有一組字母，但在描述特定語言時，它們可以用以特指齒音、齒齦音或齦後音，且不需另加上變音符號。
- 陰影區域表示被断定不可能的發音。
- 字母[ʁ, ʕ, ʢ]可同時代表濁擦音或濁近音。
- [h]和[ɦ]等声门音具有辅音和發聲態的双重属性[49]。
- 對於[ʃ ʒ]、[ɕ ʑ]和[ʂ ʐ]來說，其之間的差異主要在於舌頭的形狀，而非調音位置。
- 部分列出的語音尚未在任何語言中作為音位存在。

#### 非肺部氣流音
非肺部氣流音指的是氣流不從肺部發出的輔音。其中又可以分成三大類：搭嘴音（大量出現於科依桑語系）、內爆音 （出現於信德語、斯瓦希里語、越南語和侗台語族諸語言等）和擠喉音（出現於許多美洲原住民語言和高加索諸語言）。
| \| \| \| 雙唇 \| 唇齒 \| 齒 \| 齦 \| 齦後 \| 捲舌 \| 硬 \| 軟 \| 小舌 \| 会厌 \| \| ------ \| ------------------ \| ---- \| ---- \| -- \| -- \| ---- \| ---- \| -- \| -- \| ---- \| ---- \| \| 挤喉音 \| 塞音 \| pʼ \| \| \| tʼ \| \| ʈʼ \| cʼ \| kʼ \| qʼ \| ʡʼ \| \| 挤喉音 \| 擦音 \| ɸʼ \| fʼ \| θʼ \| sʼ \| ʃʼ \| ʂʼ \| çʼ \| xʼ \| χʼ \| \| \| 挤喉音 \| 邊擦音 \| \| \| \| ɬʼ \| \| \| \| \| \| \| \| 搭嘴音 \| 不送氣音 \| ʘ \| \| ǀ \| ǃ \| \| 𝼊 \| ǂ \| \| \| \| \| 搭嘴音 \| 濁音 \| ʘ̬ \| \| ǀ̬ \| ǃ̬ \| \| 𝼊̬ \| ǂ̬ \| \| \| \| \| 搭嘴音 \| 鼻搭嘴音 \| ʘ̃ \| \| ǀ̃ \| ǃ̃ \| \| 𝼊̃ \| ǂ̃ \| \| \| \| \| 搭嘴音 \| 不送氣邊音 \| \| \| \| ǁ \| \| \| \| \| \| \| \| 搭嘴音 \| 濁邊音 \| \| \| \| ǁ̬ \| \| \| \| \| \| \| \| 搭嘴音 \| \| \| \| ǁ̃ \| \| \| \| \| \| \| \| \| 內爆音 \| 濁音 \| ɓ \| \| \| ɗ \| \| ᶑ \| ʄ \| ɠ \| ʛ \| \| \| 內爆音 \| 清音 \| ɓ̥ \| \| \| ɗ̥ \| \| ᶑ̊ \| ʄ̊ \| ɠ̊ \| ʛ̥ \| \| |            |      |      |    |    |      |      |    |    |      |      |
| 國際音標 国际音标表 模板 |            |      |      |    |    |      |      |    |    |      |      |
| |            | 雙唇 | 唇齒 | 齒 | 齦 | 齦後 | 捲舌 | 硬 | 軟 | 小舌 | 会厌 |
| 挤喉音 | 塞音       | pʼ   |      |    | tʼ |      | ʈʼ   | cʼ | kʼ | qʼ   | ʡʼ   |
| 挤喉音 | 擦音       | ɸʼ   | fʼ   | θʼ | sʼ | ʃʼ   | ʂʼ   | çʼ | xʼ | χʼ   |      |
| 挤喉音 | 邊擦音     |      |      |    | ɬʼ |      |      |    |    |      |      |
| 搭嘴音 | 不送氣音   | ʘ    |      | ǀ  | ǃ  |      | 𝼊    | ǂ  |    |      |      |
| 搭嘴音 | 濁音       | ʘ̬    |      | ǀ̬  | ǃ̬  |      | 𝼊̬    | ǂ̬  |    |      |      |
| 搭嘴音 | 鼻搭嘴音   | ʘ̃    |      | ǀ̃  | ǃ̃  |      | 𝼊̃    | ǂ̃  |    |      |      |
| 搭嘴音 | 不送氣邊音 |      |      |    | ǁ  |      |      |    |    |      |      |
| 搭嘴音 | 濁邊音     |      |      |    | ǁ̬  |      |      |    |    |      |      |
| 搭嘴音 |            |      |      | ǁ̃  |    |      |      |    |    |      |      |
| 內爆音 | 濁音       | ɓ    |      |    | ɗ  |      | ᶑ    | ʄ  | ɠ  | ʛ    |      |
| 內爆音 | 清音       | ɓ̥    |      |    | ɗ̥  |      | ᶑ̊    | ʄ̊  | ɠ̊  | ʛ̥    |      |

註釋
- 傳統上來說，搭嘴音被視為雙重調音（double articulation），其包括了除阻和（release）和伴隨（accompaniment）兩部分，而搭嘴音通常只寫出除阻的那個音標。因此，準確的搭嘴音表示法應如⟨k͡ǂ, ɡ͡ǂ, ŋ͡ǂ, q͡ǂ, ɢ͡ǂ, ɴ͡ǂ⟩或⟨ǂ͡k, ǂ͡ɡ, ǂ͡ŋ, ǂ͡q, ǂ͡ɢ, ǂ͡ɴ⟩。當省略舌背調音的符號時，通常的預設符號為[k]。然而，最近的研究對於“伴隨音”的概念以及搭嘴音是否為雙重調音有所爭議[50]。
- 清內爆音的音標⟨ƥ, ƭ, ƈ, ƙ, ʠ⟩雖然已經不再使用，並改以濁內爆音音標加上清音符號表示（如⟨ɓ̥, ʛ̥⟩等），但在Unicode中仍有獨立編碼。
- 雖然沒有任何語言區別濁捲舌內爆音⟨ᶑ⟩，但該音標擁有獨立的IPA編號（即使音標⟨ᶑ⟩未得到IPA正式承認）。

#### 塞擦音
塞擦音和雙重塞音由兩個字母和一個連結號組成，連結號可置於上方、下方或省略。六個最常見的塞擦音可由連字表示，但若每組塞擦音都需要獨立的連字則需要大量符号，因此官方已不再使用。有時候，塞擦音也可以使用上標表示，如tˢ相當於t͡s，kˣ相當於k͡x。為了書寫方便，t͡ʃ和d͡ʒ（或接近的塞擦音）有時會寫成原為硬腭塞音的c和ɟ，即使在国际语音学会的官方出版物中也是如此，因此解读時需要特別留意。

| \| 肺部气流音 \| 肺部气流音 \| 肺部气流音 \| 肺部气流音 \| 肺部气流音 \| 肺部气流音 \| 肺部气流音 \| 肺部气流音 \| 肺部气流音 \| 肺部气流音 \| 肺部气流音 \| 肺部气流音 \| 肺部气流音 \| 肺部气流音 \| 肺部气流音 \| 肺部气流音 \| 肺部气流音 \| 肺部气流音 \| 肺部气流音 \| 肺部气流音 \| 肺部气流音 \| 肺部气流音 \| 肺部气流音 \| 肺部气流音 \| 肺部气流音 \| 肺部气流音 \| 肺部气流音 \| \| ---------- \| ---------- \| ---------- \| ---------- \| ---------- \| ---------- \| ---------- \| ---------- \| ---------- \| ---------- \| ---------- \| ---------- \| ---------- \| ---------- \| ---------- \| ---------- \| ---------- \| ---------- \| ---------- \| ---------- \| ---------- \| ---------- \| ---------- \| ---------- \| ---------- \| ---------- \| ---------- \| \| 有噝塞擦音 \| \| \| \| \| \| \| ts \| dz \| t̠ʃ \| d̠ʒ \| ʈʂ \| ɖʐ \| tɕ \| dʑ \| \| \| \| \| \| \| \| \| \| \| \| \| \| 無噝塞擦音 \| pɸ \| bβ \| p̪f \| b̪v \| t̪θ \| d̪ð \| tɹ̝̊ \| dɹ̝ \| t̠ɹ̠̊˔ \| d̠ɹ̠˔ \| \| \| \| \| cç \| ɟʝ \| kx \| ɡɣ \| qχ \| \| \| ʡʢ \| ʔh \| \| \| \| \| 邊塞擦音 \| \| \| \| \| \| \| tɬ \| dɮ \| \| \| ʈɭ̊˔ \| \| \| \| cʎ̝̊ \| \| kʟ̝̊ \| ɡʟ̝ \| \| \| \| \| \| \| \| \| \| 挤喉音 \| \| \| \| \| \| \| \| \| \| \| \| \| \| \| \| \| \| \| \| \| \| \| \| \| \| \| \| 中央音 \| \| \| \| \| \| \| tsʼ \| tsʼ \| t̠ʃʼ \| t̠ʃʼ \| ʈʂʼ \| ʈʂʼ \| \| \| \| \| kxʼ \| kxʼ \| qχʼ \| qχʼ \| \| \| \| \| \| \| \| 边音 \| \| \| \| \| \| \| tɬʼ \| tɬʼ \| \| \| \| \| \| \| cʎ̝̊ʼ \| cʎ̝̊ʼ \| kʟ̝̊ʼ \| kʟ̝̊ʼ \| \| \| \| \| \| \| \| \| |    |    |    |    |    |    |     |     |     |     |     |     |    |    |     |     |     |     |     |     |  |    |    |  |
| 國際音標 国际音标表 模板 |    |    |    |    |    |    |     |     |     |     |     |     |    |    |     |     |     |     |     |     |  |    |    |  |
| 肺部气流音 |    |    |    |    |    |    |     |     |     |     |     |     |    |    |     |     |     |     |     |     |  |    |    |  |
| 有噝塞擦音 |    |    |    |    |    |    | ts  | dz  | t̠ʃ  | d̠ʒ  | ʈʂ  | ɖʐ  | tɕ | dʑ |     |     |     |     |     |     |  |    |    |  |
| 無噝塞擦音 | pɸ | bβ | p̪f | b̪v | t̪θ | d̪ð | tɹ̝̊  | dɹ̝  | t̠ɹ̠̊˔ | d̠ɹ̠˔ |     |     |    |    | cç  | ɟʝ  | kx  | ɡɣ  | qχ  |     |  | ʡʢ | ʔh |  |
| 邊塞擦音 |    |    |    |    |    |    | tɬ  | dɮ  |     |     | ʈɭ̊˔ |     |    |    | cʎ̝̊  |     | kʟ̝̊  | ɡʟ̝  |     |     |  |    |    |  |
| 挤喉音 |    |    |    |    |    |    |     |     |     |     |     |     |    |    |     |     |     |     |     |     |  |    |    |  |
| 中央音 |    |    |    |    |    |    | tsʼ | tsʼ | t̠ʃʼ | t̠ʃʼ | ʈʂʼ | ʈʂʼ |    |    |     |     | kxʼ | kxʼ | qχʼ | qχʼ |  |    |    |  |
| 边音 |    |    |    |    |    |    | tɬʼ | tɬʼ |     |     |     |     |    |    | cʎ̝̊ʼ | cʎ̝̊ʼ | kʟ̝̊ʼ | kʟ̝̊ʼ |     |     |  |    |    |  |

#### 協同調音輔音
協同調音輔音是同時使用兩種调音部位的輔音。如英語中「went」的[w]就是一個透過圓唇並抬高舌頭來發音的協同調音輔音。類似的輔音還有[ʍ]和[ɥ]等。

| 鼻音 n͡m 唇舌冠音 ŋ͡m 唇软鼻音 塞音 t͡pd͡b 唇齒齦塞音 k͡pɡ͡b 唇軟塞音 q͡ʡ 小舌會厭音 擦音 ɧ Sj音 近音 ɥ̊ɥ 唇硬音 ʍw 唇軟音 邊近音 ɫ 軟腭化齒齦音 鼻化近音 j̃ 硬音 w̃ 唇軟音 h̃ 聲門音 |
| 國際音標 国际音标表 模板 |

註釋
- [ɧ]又稱「清硬腭-軟腭擦音」，是一個出現於瑞典語多數方言的清擦音，傳統上常被稱為「[ʃ]和[x]的合音」，但這種分析存在爭議[52]。
- 音標中可以多次使用連結號（tie bar），如⟨a͡b͡c⟩或⟨a͜b͜c⟩。

### 元音

圖為四個定位前元音的舌頭位置，並分別標註其最高點。最高點的位置可用於確定元音高度和元音舌位

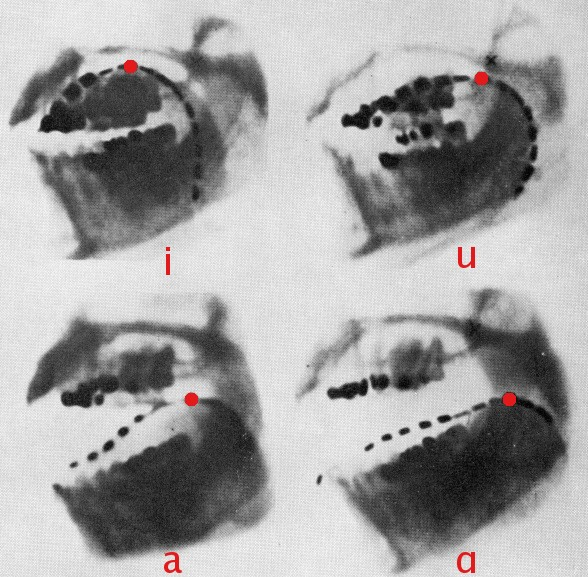
發/[i, u, a, ɑ]/音時拍攝的放射線攝影術

國際音標將元音定義為在音節中心的聲音:10。下面給出了國際音標元音圖，此圖根據發音時舌頭位置的不同繪製而成。
| \| \| 前 \| 央 \| 後 \| \| 閉 \| i y \| ɨ ʉ \| ɯ u \| \| 次閉 \| ɪ ʏ \| ɨ̞ ʉ̞ \| ɯ̞ ʊ \| \| 半閉 \| e ø \| ɘ ɵ \| ɤ o \| \| 中 \| e̞ ø̞ \| ə \| ɤ̞ o̞ \| \| 半開 \| ɛ œ \| ɜ ɞ \| ʌ ɔ \| \| 次開 \| æ \| ɐ \| \| \| 開 \| a ɶ \| ä ɒ̈ \| ɑ ɒ \| |     |     |     |
| 國際音標 国际音标表 模板 |     |     |     |
| | 前  | 央  | 後  |
| 閉 | i y | ɨ ʉ | ɯ u |
| 次閉 | ɪ ʏ | ɨ̞ ʉ̞ | ɯ̞ ʊ |
| 半閉 | e ø | ɘ ɵ | ɤ o |
| 中 | e̞ ø̞ | ə   | ɤ̞ o̞ |
| 半開 | ɛ œ | ɜ ɞ | ʌ ɔ |
| 次開 | æ   | ɐ   |     |
| 開 | a ɶ | ä ɒ̈ | ɑ ɒ |

圖表的縱軸稱為元音高度，反映了舌頭和口腔上部或兩腭的距離；舌頭位置較低的元音被放在元音圖底部，而位置較高者則在元音圖頂部。例如，[ä]（相當於）被置於元音圖下方，[i]（相當於）則被置於元音圖上方。
類似地，圖表中的橫軸稱為元音舌位，反映了舌頭的前後位置；舌頭位置較靠前的元音被放在元音圖左側，而位置較靠後者則在元音圖右側。例如，[y]（相當於）被置於元音圖左方，[u]（相當於）則被置於元音圖右方。
當相同高度、舌位的元音成對出現時，右側的是圓唇元音，左側的則是不圓唇元音。發圓唇元音時，嘴唇形成一個圓形的開口，使嘴巴內側的表面露出，如[y]；而不圓唇元音發音時，嘴巴四周向後聚集，嘴唇亦向後壓縮，僅露出嘴唇的外部表面，如[i]。

#### 複元音
複元音指前後音質有變化的元音，如注音符號的「ㄞ」。通常會在複元音中不佔據音節核位置的元音加上非音節性的變音符號，如⟨ui̯⟩、⟨u̯i⟩；或是將不佔據音節核位置的元音寫成上標，如⟨uᶦ⟩ or ⟨ᵘɪ⟩。複元音也可以使用連結號標記（尤其當難以確認複元音的類型時），如⟨u͡i⟩。
註釋
- 雖然⟨a⟩被定義為前元音，但開前元音和開央元音之間幾乎沒有區別，因此⟨a⟩也時常直接用於表示開央元音[32]。然而，若這種用法會造成混淆，則應加上前移和後移的變音符號，如⟨a̠⟩和⟨ä⟩。

## 變音符號和超音段成分符號
變音符號用於描述語音細節。這些符號不單獨存在，而是加在其他字母上，以特別標明某些語音特徵，或對原字母的發音進行修改:14-15。
任何字母寫成上標都可以作為變音符號使用，為其修飾的字母提供更詳細的語音描述。（關於Unicode有支援的上標字母，請參閱次要调音。）以下列出的上標字母為國際音標特別規定的；其他常用的上標還包括：⟨tˢ⟩（帶擦音除阻的[t]）、⟨ᵗs⟩（以塞擦音開始的[s]）、⟨ⁿd⟩（前鼻音化的[d]）、⟨bʱ⟩（浊送气除阻的[b]）、⟨mˀ⟩（聲門化的[m]）、⟨sᶴ⟩（帶有一點[ʃ]音的[s])、⟨oᶷ⟩（雙元音化的[o]）、⟨ɯᵝ⟩（歛唇的[ɯ]）。置於字母後方的上標可能會產生歧義，如⟨kʷ⟩可能表示同時發[k]和[w]音，也可能表示帶有唇音除阻的[k]。另一方面，放在字母前面的上標變音符號則通常表示聲音開始時的改變，如⟨mˀ⟩為聲門化的[m]、⟨ˀm⟩則是以聲門音開始的[m]。
| 音節     | 音節  | 音節           | 音節 | 音節  | 音節           |
| -------- | ----- | -------------- | ---- | ----- | -------------- |
| ◌̩        | ɹ̩ n̩   | 音節性         | ◌̯    | ɪ̯ ʊ̯   | 非音節性       |
| ◌̍        | ɻ̍ ŋ̍   | 音節性         | ◌̯    | ɪ̯ ʊ̯   | 非音節性       |
| 輔音除阻 |       |                |      |       |                |
| ◌ʰ       | tʰ    | 送氣[a]        | ◌̚    | p̚     | 無聲除阻       |
| ◌ⁿ       | dⁿ    | 鼻音除阻       | ◌ˡ   | dˡ    | 邊音除阻       |
| ◌ᶿ       | tᶿ    | 清齒擦音除阻   | ◌ˣ   | tˣ    | 清軟腭擦音除阻 |
| ◌ᵊ       | dᵊ    | 中央元音除阻   |      |       |                |
| 發聲態   |       |                |      |       |                |
| ◌̥        | n̥ d̥   | 清聲           | ◌̬    | s̬ t̬   | 濁聲           |
| ◌̊        | ɻ̊ ŋ̊   | 清聲           | ◌̬    | s̬ t̬   | 濁聲           |
| ◌̤        | b̤ a̤   | 氣聲[a]        | ◌̰    | b̰ a̰   | 嘎裂聲         |
| 調音部位 |       |                |      |       |                |
| ◌̪        | t̪ d̪   | 齒音           | ◌̼    | t̼ d̼   | 舌唇音         |
| ◌̺        | t̺ d̺   | 舌尖音         | ◌̻    | t̻ d̻   | 舌葉音         |
| ◌̟        | u̟ t̟   | 前移           | ◌̠    | i̠ t̠   | 後移           |
| ◌˖       | ɡ˖    | 前移           | ◌˗   | y˗ ŋ˗ | 後移           |
| ◌̈        | ë ä   | 央化           | ◌̽    | e̽ ɯ̽   | 中央化         |
| ◌̝        | e̝ r̝   | 抬升           | ◌̞    | e̞ β̞   | 降低           |
| ◌˔       | ɭ˔    | 抬升           | ◌˕   | y˕ ɣ˕ | 降低           |
| 協同調音 |       |                |      |       |                |
| ◌̹        | ɔ̹ x̹   | 更圓唇         | ◌̜    | ɔ̜ xʷ̜  | 更展唇[l]      |
| ◌͗        | y͗ χ͗   | 更圓唇         | ◌͑    | y͑ χ͑ʷ  | 更展唇[l]      |
| ◌ʷ       | tʷ dʷ | 唇化或唇軟腭化 | ◌ʲ   | tʲ dʲ | 腭化           |
| ◌ˠ       | tˠ dˠ | 軟腭化         | ◌̴    | ɫ ᵶ   | 軟腭化或咽化   |
| ◌ˤ       | tˤ aˤ | 咽化           | ◌̴    | ɫ ᵶ   | 軟腭化或咽化   |
| ◌̘        | e̘ o̘   | 舌根前移       | ◌̙    | e̙ o̙   | 舌根後移       |
| ◌̃        | ẽ z̃   | 鼻音化         | ◌˞   | ɚ ɝ   | R音化          |

註釋
^a 浊送氣除阻的輔音一般以濁送氣符修飾（如⟨bʱ⟩，印地语和信德语用例见 IPA 1999:100,131），但也有学者使用氣聲符號（如⟨b̤⟩）代替。
^l  ⟨xʷ⟩可表示[x] 在整個發音過程中都圓唇，而⟨x̜⟩則沒有任何意義（[x]本身就是一個完全不圓唇的音）。因此，⟨x̜ʷ⟩的意思是「圓唇程度較低的[xʷ]」。然而，讀者可能會誤以為⟨x̜ʷ⟩是圓唇的「[x̜]」，或認為兩個變音符號會相互抵銷。若將展唇符放在圓唇符號下，如⟨xʷ̜⟩，則能明確表示此音的圓唇程度低於國際音標的預設值。
位於字母下方的變音符號可以移到字母上方，以避免和字母的降部衝突，如清音⟨ŋ̊⟩:15。抬升符和降低符除了置於字母下方，也可以寫為⟨˔⟩, ⟨˕⟩（置於字母右側），以避免和字母的降部重疊。
國際音標擴展還為言語病理學提供了其他的變音符號。

### 超音段成分
以下的符號用於描述「高於輔音、元音層級以外的語言特徵」，如韻律、聲調、音長和重音，這些語言特徵通常作用於音節、單詞和短語上，並構成語言中強度、音高、節奏、語調等元素:13。這些符號大多只能在單詞層級上表現出音素性，但也有符號是用於修飾高於單詞的音系层级:13。
| 音長、重音和韻律（以圖片形式檢視 （页面存档备份，存于） | 音長、重音和韻律（以圖片形式檢視 （页面存档备份，存于） | 音長、重音和韻律（以圖片形式檢視 （页面存档备份，存于） | 音長、重音和韻律（以圖片形式檢視 （页面存档备份，存于） | 音長、重音和韻律（以圖片形式檢視 （页面存档备份，存于） |
| ------------------------------------------------------- | ------------------------------------------------------- | ------------------------------------------------------- | ------------------------------------------------------- | ------------------------------------------------------- |
| ˈa                                                      | ˈa                                                      | 主重音（置於重音音節之前）                              | ˌa                                                      | 次重音（置於次重音音節之前）                            |
| aː kː                                                   | aː kː                                                   | 長音（长元音或長輔音）                                  | aˑ                                                      | 半长音                                                  |
| aː kː                                                   | aː kː                                                   | 長音（长元音或長輔音）                                  | ə̆                                                       | 超短音                                                  |
| a.a                                                     | a.a                                                     | 音节间断                                                | s‿a                                                     | 联诵（不间断）                                          |
| 語調                                                    |                                                         |                                                         |                                                         |                                                         |
| \|                                                      | \|                                                      | 小句（音步）組                                          | ‖                                                       | 主句（語調）組                                          |
| ↗︎                                                       | ↗︎                                                       | 全部上升                                                | ↘︎                                                       | 全部下降                                                |
| 聲調變音符號和聲調記號                                  |                                                         |                                                         |                                                         |                                                         |
| ŋ̋ e̋                                                     | e˥                                                      | 高調                                                    | ꜛke                                                     | 升階                                                    |
| ŋ́ é                                                     | e˦                                                      | 次高調                                                  | ŋ̌ ě                                                     | 升調（通用）                                            |
| ŋ̄ ē                                                     | e˧                                                      | 中調                                                    |                                                         |                                                         |
| ŋ̀ è                                                     | e˨                                                      | 次低調                                                  | ŋ̂ ê                                                     | 降調（通用）                                            |
| ŋ̏ ȅ                                                     | e˩                                                      | 低調                                                    | ꜜke                                                     | 降階                                                    |

註釋
- 透過組合上述的聲調變音符號和聲調字母，可以描述更準確的聲調，但並非所有IPA字體都支持這個功能。
- 除了上述以外，還有數個聲調變音符號：高／中聲調ɔ᷄, ɔ˧˥、低聲調ɔ᷅, ɔ˩˧、高降調ɔ᷇, ɔ˥˧、低／中降調ɔ᷆, ɔ˧˩；另有通用的上升／下降調符ɔ᷈、ɔ᷉。由此可見，聲調變音符號和聲調字母之間僅能約略對應，且聲調字母比起聲調變音符號更能描述較複雜且精確的聲調（如ɔ˨˦, ɔ˥˦，甚至是ɔ˧˥˧, ɔ˩˨˩, ɔ˦˩˧, ɔ˨˩˦）。
- 重音符號通常置於重音節前，並有分隔音節的效果。一些有長輔音的語言（如義大利語）使用重音符號來分隔長輔音，此時就不應使用長音符號。例如義大利語單詞「avvolse」，其音標應寫成⟨avˈvɔlse⟩，而非⟨aˈvvɔlse⟩、⟨aˈvːɔlse⟩或⟨avˈːɔlse⟩。然而，重音符號偶爾可以直接置於元音前，如⟨avvˈɔlse⟩或⟨avːˈɔlse⟩[54]。當使用這種記音方式時，重音符號就不應該視為音節邊界的標記。
- 学界一般常用右侧的声调记号。

### 重複使用變音符號
一些變音符號可以重複使用，以區別該語音特徵的不同程度。例如雙重重音可表示該音節的重音特別強，例如英語中的韻律重音。另外，法語中可在每個韵律单位的末尾以「|」標記正常的韻律重音，而以「‖」標記語調特強的重音：[ˈˈɑ̃ːˈtre | məˈsjø ‖ ˈˈvwala maˈdam ‖]（原文：.）。同理，雙重次重音⟨ˌˌ⟩常用於表示非常輕的重音。
長音符也可以多次使用，以表示語音的延長，如英語噓聲「shhh!」可寫作[ʃːːː]。另外，愛沙尼亞語中區分三種音長：
- vere /vere/（血，單數屬格）、veere /veːre/（邊緣，單數屬格）、veere /veːːre/（滚，第二人稱單數祈使式）
- lina /linɑ/（片）、linna /linːɑ/（城鎮，單數屬格）、linna /linːːɑ/（城鎮，單數內格）

其他變音符號偶爾也可以使用兩次：
- 捲舌符。巴達加語元音具有數種捲舌度，如/be/「嘴巴」、/be˞/「鐲子」、/be˞˞/「農作物」[59]。
- 送氣符。如弱送氣的[kʰ]和強送氣的[kʰʰ]。[l]
- 鼻音化符號。帕蘭特拉奇南特克語（英语：Palantla Chinantec）區分/ẽ/和/e͌/[60]。
- 擠喉音符號。如[kʼ]（弱擠喉音）、[kʼʼ]（強擠喉音）[61]。
- 降低符號，如[t̞̞]（或[t̞˕]，若前者無法正確顯示），用于表示英语一词的/t/在个别发音例里发为弱擦音[62]。
- 後移符號，如[ø̠̠][63]。若這種標記方式會影響可讀性，或與國際音標擴展中的齦音符號混淆的話，可將一個後移符號置於音標右方，如[ø̠˗]。

## 擴展系統
國際音標擴展，或簡稱為「extIPA」，是一套原本目的為精確記錄言語障礙者語音的音標系統。在1989年的基爾會議上，一群語言學家以1980年代早期PRDS小組（言語障礙語音表徵小組）的前期工作為基底，起草了最初的擴展音標。這些擴展音標於1990年首次出版，經過修改的版本則在1994年在《國際語音學學會期刊》上再次出版，並被國際臨床語音學及語言學協會正式採用。雖然國際音標擴展最初的目的是記錄不正常的語音，但語言學家借用這些音標來描述標準交流中一些獨特的聲音，例如噓聲、磨牙和咂嘴。除了國際音標擴展以外，VoQS音標亦提供了一系列和附加氣流機制、次要調音相關的符號。

## 沒有符號的音
如果有需要，可以在沒有太多困難的情況下補完國際音標表上的空白。例如，國際音標並未指派給捲舌邊閃音音標，一些文獻因此使用齒齦邊閃音的音標⟨ɺ⟩加上拉長、向右勾的尾巴來表示此音；一些清邊擦音現直接使用extIPA的符號；會厭顫音常使用會厭擦音的符號⟨ʜ ʢ⟩；一些較舊的班圖語学文獻將唇齒塞音寫作⟨ȹ ȸ⟩；一些出版物將次閉央元音寫作⟨ᵻ ᵿ⟩等等。使用變音符號可以大量擴充未有專屬字母的音段以避免創製新字母，例如⟨p̪ b̪⟩表示唇齒塞音。如果無法記錄某個語音，可以使用星號⟨*⟩作為字母或變音符號，例如韓語的強軟腭音可寫作⟨k*⟩。
以輔音為例：核心輔音字母之外的輔音通常藉由添加變音符號至相似音值的字母來創建。如西班牙語的雙唇近音和齒近音通常寫成降低的擦音（[β̞]和[ð̞]；亦有人建議使用專用字母，如⟨β⟩和⟨ð⟩）。類似地，濁邊擦音可寫作較高的邊近音，如[ɭ˔ ʎ̝ ʟ̝]。雙唇閃音，如見於班達語Mono方言，有人寫作[ⱱ̟]（前移的唇齒閃音）。
類似地，元音字母亦可透過前移、後移、升高、降低、央化、中央化等變音符號表示其他音段的發音。例如，「不圓唇的[ʊ]音」可以寫成帶中央化符號的[ɯ̽]；「圓唇的[æ]音」則可寫成帶升高符號的[ɶ̝]或帶降低符號的[œ̞]。

## 與國際音標並用的其他符號
雖然有時對音標的修改會造成多個音標並用的情況，但普遍來說，一個音只會擁有一個對應的音標；而其他不再使用的音標則會被廢除。例如，元音字母⟨ɷ⟩就因為改用了⟨ʊ⟩而被棄用。對於含有次要發音（secondary articulation）的，這類字母也大多會被拒絕，並且認為這些特徵應該用連結號或變音符號表示，如⟨ƍ⟩就可以用[zʷ]取代。此外，較罕見的清內爆音⟨ƥ ƭ ƈ ƙ ʠ⟩音標現在通常使用⟨ɓ̥ ɗ̥ ʄ̊ ɠ̊ ʛ̥⟩表示。舊的搭嘴音音標⟨ʇ, ʗ, ʖ⟩雖然已經被官方的新音標⟨ǀ, ǃ, ǁ⟩取代，但由於後者的易讀性較差（尤其在使用[ ]、/ /等括號時），且容易和音標⟨l⟩、韻律符號⟨|, ‖⟩搞混，因此仍然有人使用。
一些非國際音標字母可能會出現在使用標準國際音標的出版物中。以下幾類音標尤為常見：
- 声调符号。分以下两种情况：
  - 标调值。以数字标调较国际音标的折线标调更利于书写、排印和识读。在东亚学界，数字调值的1表示最低调，而5表示最高调；但中美洲学界的惯例常常是反过来的，1表示最高调，而5表示最低调。[73]
  - 标调类。由於方言間聲調的差異往往比音段大，比起调值，調名（陰平、陽平......等）更有利於方言間的比較。记音的关注点在于音段而非声调时，也常常用调类的表记。标写调类常见的是用数字（或辅以其他记号），也有使用圈发号的。需要注意的是，即使对同一种语言，不同文献赋予的数字–调类对应关系也时有差异。
- 塞擦音，如美式音標以⟨ƛ⟩代替[t͜ɬ]、以⟨č⟩代替[t͡ʃ]。
- 基于图形对國際音標的扩展，如捲舌的⟨ᶑ⟩和⟨ꞎ⟩。

### 漢語言學界專用的音標
以下9個音標在漢語言學界之中通用，但卻未能被國際音標接受。Unicode中有專屬符號，但需要Unicode 4.0及以上版本標準的支援，在一些含國際音標字體（如Lucida Sans Unicode）中不可見。

九個未被國際音標接受的音标：

| 音標 | Unicode | 字符描述            | 国际 音标 | 音值                             |
| ---- | ------- | ------------------- | --------- | -------------------------------- |
| ɿ    | U+027F  | 长腿倒iota          | ɹ̩12       | 舌尖前不圓唇元音，詳見ㄭ條目     |
| ʅ    | U+0285  | 带右尾长腿倒iota    | ɻ̍2        | 舌尖後不圓唇元音，詳見ㄭ條目     |
| ʮ    | U+02AE  | 带钩倒小写字母h     | ɹ̩ʷ        | 舌尖前圓唇元音                   |
| ʯ    | U+02AF  | 带钩捲尾倒小写字母h | ɻ̍ʷ        | 舌尖後圓唇元音                   |
| ȶ    | U+0236  | 带捲尾小写字母t     | ≈t̠ʲ       | 清齦腭塞音                       |
| ȡ    | U+0221  | 带捲尾小写字母d     | ≈d̠ʲ       | 濁齦腭塞音                       |
| ȵ    | U+0235  | 带捲尾小写字母n     | ≈ṉʲ       | 齦腭鼻音                         |
| ᴀ    | U+1D00  | 小型大寫字母A       | ä         | 開央不圓唇元音，介於[a]和[ɑ]之間 |
| ᴇ    | U+1D07  | 小型大寫字母E       | e̞         | 中前不圆唇元音，介於[e]和[ɛ]之間 |

^1 Wai-Sum Lee; Eric Zee. . Journal of the International Phonetic Association (Cambridge Journals Online). 2016-10-25, 33 (1): 109–112  [2019-11-24]. （原始内容存档于2021-01-04）.
^2 Sang-Im Lee-Kim. . Journal of the International Phonetic Association (Cambridge Journals Online). 2014-11-25, 44 (3): 261–282  [2019-11-24]. （原始内容存档于2020-12-01）.

### 大寫字母
大寫字母並非國際音標的一部分。除了作爲VoQS中的基礎符號或在不方便使用國際音標字符的非正式場合用以暫代（如⟨I, E, U, O, A⟩分別代表[ɪ, ɛ, ʊ, ɔ, ɑ]）以外，最常見的是用於表示原音位或音素的自然分類。
舉例來說，將輔音記做⟨C⟩、元音記做⟨V⟩是非常普遍的做法。其他常見的還有⟨T⟩（聲調）、⟨N⟩（鼻音）、⟨P⟩（塞音）、⟨F⟩（擦音）、⟨S⟩（噝音）、⟨G⟩（滑音／近音）、⟨L⟩（流音）、⟨R⟩（捲舌音或響音）、⟨Ʞ⟩（搭嘴音）、 ⟨A, E, O, Ʉ⟩（分別為開、前、後、閉元音）、⟨B, D, J（或Ɉ）, K, Q, Φ, H⟩（分別為唇音、齒齦音、齦後音／硬腭音、軟腭音、小舌音、咽音、聲門音）、⟨X⟩（任何音值）等等。因此，漢語中最簡單的音節可以表示為/V/（一個無調的元音），最複雜的音節可以表示為/CGVNᵀ/（輔音-滑音-元音-鼻音，帶有聲調）。大寫字母也可以和變音符號結合，如⟨Cʼ⟩（喷音）、⟨Ƈ⟩（內爆音）、⟨N͡C⟩／⟨ᴺC⟩（前鼻化輔音）、⟨Ṽ⟩（鼻化元音）、⟨S̬⟩（濁咝音）、⟨N̥⟩（清鼻音）、⟨P͡F⟩／⟨PF⟩（塞擦音）、⟨Cʲ⟩（腭音化輔音）、⟨D̪⟩（齒音）等等。在言語治療學中，大寫字母用於表示不確定的發音，並用上標表示其發音較弱，如：[ᴰ]（較弱且不確定的齒齦音）、[ᴷ]（較弱且不確定的軟腭音）。
使用大寫字母表示大音素的典型例子包括以⟨I⟩表示土耳其語和諧元音集{i y ɯ u}、以⟨D⟩表示美式英語原為t或d的齒齦閃音（如writer和rider），以及⟨N⟩表示西班牙語或日語音節尾的同部位鼻音。⟨C⟩、⟨F⟩、⟨V⟩在VoQS中的含義與上述不同；⟨C⟩代表嘎裂（creak），⟨F⟩代表假聲（falsetto），⟨V⟩则代表常态有声（modal voice）或更多地泛泛地充当标示次要調音时的基字符（voice）。同樣地，這些符號也可以使用變音符號，描述一段話中具有哪種发声特质，並統一標記段落中的超音段特徵。例如，蘇格蘭蓋爾語艾拉島方言[kʷʰuˣʷt̪ʷs̟ʷ]「貓（單數）」、[kʷʰʉˣʷt͜ʃʷ]「貓（複數）」可以用更為簡便且清楚的方式表示：Vʷ[kʰuˣt̪s̟]、Vʷ[kʰʉˣt͜ʃ]。

## 符號名稱
由於在寬式標音中字母和音值之間不一定是一對一的對應關係，從而導致音標的實際發音和其原先預設的發音可能有所不同，「中前圓唇元音」或「濁軟腭塞音」等發音描述也不見得可靠。雖然《國際語音學學會手冊》指出其符號不存在正式名稱，但它也承認每個符號都有一個或兩個通用名稱。這些符號被Unicode收錄時也會被賦予名稱，但可能和國際音標的通用名稱不同。例如，國際音標稱呼ɛ為「epsilon」，但Unicode則稱其為「小寫字母開E」（small letter open E）。
拉丁字母和希臘字母的傳統名稱通常使用於未修改的字母，如[p]為「小寫P」（Lower-case P）、[χ]為「Chi」:171。其他修改過的字母，如[ʕ]，可能有多於一種名稱，命名方式可能和其外型或發音有關。在Unicode中，部分希臘字母具有「拉丁版」（置於拉丁字母區段，且和其他拉丁字母的協調），則國際音標會優先選用這些字母；若無，則直接從希臘字母區段取用。
對於變音符號，有兩種命名方法。傳統的變音符號直接使用既有的名稱，如é為「尖音符」（acute accent），源於法語和英語對此符號的稱呼。非傳統的變音符號則通常以和音標相似的形狀命名，如d̪被稱作「橋型符號」（bridge）。
溥哲夫和威廉·拉杜薩（William Ladusa）在他們出版的《音標指南》中列出了各種音標符號的名稱，其中包括了所有在用和已棄用的國際音標，以及其他非國際音標符號。

## 資訊處理

### 字體
為國際音標提供支援的字形正越來越多，例如在許多作業系統上使用的Times New Roman。但是，變音符號並不總能正確顯現（如Arial Unicode MS顯示的U+0361（◌͡◌）總是錯位的）。這些免費字體包括：
- 數個SIL字體（Charis SIL、Doulos SIL和Gentium）
- Dehuti（英语：Dehuti）
- DejaVu Sans
- TITUS Cyberbit
- Lato（英语：Lato (typeface)）（與其子字體Carlito（英语：Carlito））
- Linux Libertine（與其子字體Linux Biolinum、Libertinus Serif、Libertinus Sans）

一些商業性、與國際音標兼容的字體包括： 
- Brill（博睿學術出版社）
- Microsoft產品附帶的各種字體，包括Segoe UI、Calibri、Cambria、Lucida Sans Unicode、Arial Unicode MS，以及最新版本的Times New Roman和Arial。這些字體並非專為國際音標設計的字體，除了國際音標以外，還可以顯示許多不同區段的字符。

### ASCII和鍵盤轉譯
目前已經有幾種將國際音標映射到ASCII字符的系統，包括SAMPA、X-SAMPA、PHONASCII、Praat、UPSID、Kirshenbaum、Worldbet等等。這些系統允許使用者能較方便地鍵入在標準鍵盤佈局上難以輸入的國際音標符號。
Mac系統的擴展鍵盤（比如基於美國英語鍵盤的「ABC – Extended」、基於德國德語鍵盤的「Deutsch – Standard」）可以透過dead key將變音符號添加到拉丁字母上，從而輸入絕大多數國際音標。而Mac系統的「表情和符號」中則包含所有Unicode編碼中的國際音標。

### 國際音標輸入
由於國際音標的符號數量繁多，大部分的電腦鍵盤無法輸入所有音標。一些網站擁有國際音標的螢幕輸入鍵盤，如洛杉磯加利福尼亞大學語言學系提供的鍵盤可完整輸入所有國際音標，包括字母、變音符號和其他記號。
2019年4月，Google的多語言行動裝置輸入法程式Gboard為Android和iOS系統新增了IPA鍵盤；此外亦有其他鍵盤可供行動裝置選擇。

## 註解
1. ↑  缩写「IPA」严格地讲是指「国际语音学协会」（International Phonetic Association）。不过，这缩写现在也约定俗成地用于指称音标本身（International Phonetic Alphabet）。通常可以根据上下文消除这两种歧义。[1]
2. ↑  ⟨t⟩下方顛倒的橋型符號（inverted bridge）標明了該音為舌尖音，發音時的部位為舌尖；上標h則表示該音為送氣音。這兩個特質使英語[t]聽起來和法語、西班牙語中的[t]不同，因為後二者是舌葉音（發音部位為舌面）且不送氣的[t̻]。因此，雖然⟨t̺ʰ⟩和⟨t̻⟩聽起來相似，但在國際音標中是不同的發音，標記方式也因此不同。
3. ↑  
例如，閃音（Flap）和彈音（tap）是兩類不同的調音方法，但由於尚未發現任何語言區別閃音和彈音，因此國際音標不會賦予這些語音不同的音標。因此，齒齦閃音和齒齦彈音的音標都是[ɾ]。因此嚴格地說，國際音標是部分音位性的字母，而非語音性的字母。
4. ↑  傳統聲調輪廓可以依音高分成高調、次高調、中調、次低調和低調，並可以用聲調字母或聲調變音記號來標示。詳見下文超音段成分段落。
5. ↑  「國際音標中的非羅馬字母被設計地盡可能和羅馬字母相互協調。協會不認可臨時湊合的字母，只認可經適當縮減修改、以和其他字母相互協調的字母。」（IPA 1949）
6. ↑  兩者分別源自於閃米特字母的mem和nun。
7. ↑  ⟨ɑ⟩為U+0251、⟨ꞵ⟩為U+A7B5、⟨ɣ⟩為U+0263、⟨ɛ⟩為U+025B、⟨ɸ⟩為U+0278、⟨ꭓ⟩為U+AB53、⟨ʋ⟩為U+028B。其中，除了⟨ꞵ⟩和⟨ꭓ⟩以外，其他字母的Unicode名稱都以「拉丁小寫字母」（latin small letter）作為開頭。
8. ↑  一些字母系統具有上述的性質：如視話法，可以從符號的形狀知道喉、舌、唇的運動，進而推測出其音值；諺文的形狀則和調音器官有一定的關係。
9. ↑  記音中使用的正確尖括號是數學符號「⟨…⟩」（U+27E8和U+27E9），但較舊的字體可能不支援此符號。常用的替代括號有「<...>」（U+2039和U+203A）和「<...>」（U+003C和U+003E）。
10. ↑  若要在字母表中放入齦腭音和會厭音，應將它們分別放置在捲舌音、硬腭音間和咽音、聲門音間，如此一來會增加兩直排；邊閃音則需要在字母表最下方增加一個橫排。為了節省空間，國際語音學學會釋出的官方文件都將其放置在「其他符號」中。
11. ↑  可參見《手冊》的「國際音標使用實例」（Illustrations of the IPA），其中有許多以⟨c⟩取代[tʃ]的例子。
12. ↑  有時也可以看到文獻中使用⟨kʻ⟩和⟨kʰ⟩作為強弱送氣對立的符號。
13. ↑  SIL國際已將此符號添加到Gentium Plus、Charis和Doulos字體的私人使用區，碼位為U+F269[67]。
14. ↑  其他突厥語族的語言中，⟨I⟩可能僅用於表示{ɯ i}（即字母ı, i）、⟨U⟩表示u, ü、⟨A⟩表示 a, e/ä等等。